# Teatr zamkowy w Českým Krumlovie
Teatr zamkowy w Českým Krumlovie (cz. Zámecké divadlo v Českém Krumlově) – teatr znajdujcy się na terenie krumlowskiego zamku w Czechach, w kraju południowoczeskim.
Jest to jeden z dwóch najstarszych na świecie obiektów teatralnych z zachowanym wyposażeniem z 2. połowy XVIII wieku. Drugi znajduje się w Drottningholm w Szwecji, który wybudowała w 1764 roku królowa Ludwika Ulryka Hohenzollern, żona króla Adolfa Fryderyka .
W 1675 roku Jan Kristián z Eggenbergu pierwszą scenę teatralną urządził w jednej z sal krumlowskiego zamku. W latach 1680–1682 na V dziedzińcu zamkowym wybudował nowy, barokowy budynek teatralny. Książę Josef Adam ze Schwarzenbergu zmodernizował obiekt w latach 1765–1766. W odnowieniu wnętrz oraz dekoracji wzięli udział malarze: Hans Wetschel  i Leo Märkel . Urządzenia techniczne, za pomocą których w ciągu około 10–12 sekund zmieniano poszczególne dekoracje, kurtyny, sterowano zapadniami lub oświetleniem, wykonał wiedeński stolarz Lorenz Makh .
Budynek był zamknięty dla publiczności w latach 1966–1997. Po renowacji w 1997 roku został okresowo udostępniony dla zwiedzających .

## Wyposażenie
- 300 kulis, z których można skomponować 13 podstawowych inscenizacji;
- 600 kostiumów teatralnych i ich dodatków;
- rekwizyty, począwszy od strzykawek lekarskich po wozy zaprzęgowe;
- wyposażenie techniczne, sprzęt oświetleniowy (świeczki, lampy olejowe);
- urządzenia naśladujące dźwięki np. szum deszczu, huk gromu, stukot końskich kopyt[2][1] .

Zachowały się też przemówienia aktorów, libretta, scenariusze, teksty, partytury, nuty, inwentarze, relacje, materiały ikonograficzne oraz duża liczba dokumentów związanych z działalnością teatru .